# Lövsjön (Håsjö socken, Jämtland)
Lövsjön är en sjö i Bräcke kommun i Jämtland och ingår i Indalsälvens huvudavrinningsområde. Sjöns area är 0,1862 kvadratkilometer och den befinner sig 238,3 meter över havet.

## Delavrinningsområde
Lövsjön ingår i det delavrinningsområde (699195-152706) som SMHI kallar för Utloppet av Lövsjön. Medelhöjden är 262 meter över havet och ytan är 2,28 kvadratkilometer. Det finns ett avrinningsområde uppströms, och räknas det in blir den ackumulerade arean 16,68 kvadratkilometer. Vattendraget som avvattnar avrinningsområdet har biflödesordning 3, vilket innebär att vattnet flödar genom totalt 3 vattendrag innan det når havet efter 116 kilometer. Avrinningsområdet består mestadels av skog (73 procent). Avrinningsområdet har 0,31 kvadratkilometer vattenytor vilket ger det en sjöprocent på 13,4 procent.